# Ilha de Providência
A ilha de Providência (em castelhano:  isla de Providencia; também conhecida em inglês como Old Providence) é uma parte montanhosa das ilhas caribenhas do departamento colombiano do Arquipélago de Arquipélago de Santo André, Providência e Santa Catarina e do município de Providência e Santa Catarina, situada entre a Costa Rica e a Jamaica. A elevação máxima de Providencia é de 360m acima do nível do mar. A menor Ilha de Santa Catarina, a noroeste, é conectada por uma passarela de 100 metros à sua maior ilha, Providencia. As duas ilhas cobrem uma área de 22 quilômetros quadrados e formam o município de Santa Isabel, que tinha uma população de 4.927 no censo de 2005. A ilha é servida pelo Aeroporto El Embrujo, que o governo colombiano planeja expandir para levar voos internacionais.
A ilha foi o local de uma colônia puritana inglesa fundada em 1629 pela Providence Island Company, e foi brevemente tomada pela Espanha em 1641. O pirata Henry Morgan usou Providencia como base para invadir o império espanhol, e rumores sugerem que grande parte de seu tesouro permanece escondido na ilha. Por isso, muitas partes da ilha recebem o nome de Morgan. Fortes e canhões que datam de centenas de anos podem ser encontrados espalhados por toda a ilha de Santa Catarina.